# Giovanni Aiello
Giovanni Pantaleone Aiello (Montauro, 3 febbraio 1946 – Montauro, 21 agosto 2017) è stato un poliziotto e agente segreto italiano, detto faccia da mostro, per via del viso sfigurato da un colpo di fucile.

## Biografia
Arruolatosi in Polizia come agente nel 1964, nel 1976 rimase, a suo dire, sfigurato nel corso di un conflitto a fuoco in Sardegna contro la banda di Graziano Mesina. Trasferito a Cosenza e poi presso la Squadra Mobile di Palermo guidata da Bruno Contrada, fu congedato nel 1977 e da allora dichiarò di non aver più messo piede nel capoluogo siciliano, come confermato in sede giudiziale anche dalla moglie Ivana Orlando.

### Le accuse dei collaboratori di giustizia
Nel 2009 Giovanni Aiello venne identificato come "faccia da mostro" dal procuratore aggiunto della Direzione nazionale antimafia Gianfranco Donadio (delegato dall'allora procuratore nazionale Pietro Grasso di seguire le indagini sulle stragi del '92) grazie al riconoscimento fotografico operato dai collaboratori di giustizia Vito Lo Forte e Francesco Marullo, che associarono il suo nome ad eventi oscuri della storia siciliana: l'attentato dell'Addaura a Giovanni Falcone, la morte di Paolo Borsellino nella strage di via D'Amelio, il delitto del commissario Ninni Cassarà e del suo amico Roberto Antiochia, l'esecuzione del poliziotto Nino Agostino e di sua moglie Ida. Si è indagato inoltre sui suoi rapporti con la mafia catanese e quella calabrese, con terroristi della destra eversiva tra cui Pierluigi Concutelli.
Sempre nel 2009, la procura di Caltanissetta iscrisse Aiello nel registro degli indagati per il suo presunto ruolo nell'attentato dell'Addaura e nelle stragi di Capaci e via d'Amelio, ma l'indagine venne archiviata nel 2012 date che non si trovarono conferme al racconto di Lo Forte e Marullo, pur sostenendo che «molteplici altre circostanze inducono a identificare il soggetto di cui hanno parlato i collaboratori Lo Forte e Marullo nella persona dell'odierno indagato».
Nel 2012 le indagini ricevettero un nuovo impulso dal pentito calabrese Nino Lo Giudice il quale affermò che Giovanni Aiello era una sorta di "cerniera" tra Cosa Nostra, 'Ndrangheta e servizi segreti deviati ed aveva saputo che era coinvolto nella strage di via dei Georgofili a Firenze, nell'attentato di via Fauro a Maurizio Costanzo e nel fallito attentato allo stadio Olimpico di Roma. Lo Giudice ha però ritrattato tali dichiarazioni ed è tornato a ribadirle in un secondo momento. Sempre nello stesso anno, ha iniziato a collaborare con la giustizia anche Consolato Villani, ex braccio destro di Lo Giudice, il quale affermò di aver visto più volte il suo capo in compagnia di "faccia da mostro", da lui riconosciuto in Aiello, che a suo dire sarebbe coinvolto in tutte le stragi degli anni '90. Anche il pentito catanese Giuseppe Di Giacomo (ex boss del clan Laudani) ha affermato che il suo capo Gaetano Laudani aveva rapporti con un poliziotto dal viso sfregiato che frequentava un campo di addestramento dell'organizzazione Gladio, in Sardegna e che si accompagnava spesso ad una donna, identificata nella napoletana Virginia Gargano, agente segreto stay behind addestrata ad Alghero. Tali accuse portarono all'iscrizione nel registro degli indagati presso le Procure di Palermo (per l'omicidio dell'agente Agostino e della moglie), Reggio Calabria (nel procedimento "'Ndrangheta stragista" per gli omicidi dei carabinieri Antonino Fava e Vincenzo Garofalo) e Catania (per concorso esterno in associazione mafiosa in base alle accuse di Di Giacomo), anche se l'interessato negò sempre di essere "faccia da mostro" e di aver avuto un ruolo nei fatti di cui era accusato: a sua detta, come dichiarato in un'intervista televisiva, era stato coinvolto da giovane solamente nel Piano Solo.
Nel 2014 iniziarono a collaborare con la giustizia Vito e Giovanna Galatolo, figli del boss Vincenzo (uno degli esecutori materiali degli omicidi di Carlo Alberto dalla Chiesa, Ninni Cassarà e Rocco Chinnici e dell'attentato all'Addaura), i quali riconobbero fotograficamente Aiello e rivelarono che partecipava a summit mafiosi a casa loro insieme a Bruno Contrada, che era già stato condannato per concorso esterno in associazione mafiosa. Aiello e Contrada sarebbero stati soprannominati "il bruciato e lo zoppo", per via del volto sfigurato del primo e della gamba del secondo.
Nel 2016, nel corso di un confronto all'americana disposto dal gip di Palermo, Vincenzo Agostino (padre dell'agente Antonino Agostino, ucciso nel 1989) riconobbe Aiello come l'uomo butterato che cercava del figlio prima del suo omicidio.
Morì a 71 anni d'infarto mentre portava a riva la propria barca. La procura di Catanzaro dispose l'autopsia, che accertò il decesso per cause naturali.